# Sejsmozaur
Sejsmozaur (dosłownie jaszczur wstrząsający ziemią) – rodzaj zauropoda z rodziny diplodoków, obecnie przez większość autorów włączany do Diplodocus. Jego szczątki kopalne pochodzą z górnej jury, z piętra kimerydu (156-151 milionów lat temu).
Rodzaj ten został ustanowiony na podstawie niekompletnego szkieletu odkrytego w 1979 w Nowym Meksyku składającego się z: miednicy, kręgów i żeber oraz rozpoznanej później kości udowej. Odkryto też przy szkielecie szereg kamieni interpretowanych jako gastrolity. Sporządzona w 1991 rekonstrukcja tego zauropoda wskazywała, że miał nozdrza na końcu pyska (chociaż otwory nosowe umieszczone były na czubku głowy), a przednie kończyny miał wydatnie krótsze od tylnych. Długość ciała oszacowano aż na 52 m, a masę na 113 ton.
Później jednak okazało się, że analiza ta była błędna, m.in. z powodu niewłaściwej rekonstrukcji ustawienia kręgów ze środkowej części ogona (kręgi ogonowe 12-19 uznawano wcześniej za 20-27) i że prawdziwa długość zwierzęcia wynosi 33 metry, co i tak czyni go jednym z najdłuższych znanych dinozaurów. Nowe badania pozwoliły oszacować masę na 27 ton, a wysokość na 4 metry. Jak każdy zauropod był roślinożerny.

## Rewizja statusu systematycznego sejsmozaura
W 2004 wykazano, że w rekonstrukcji sejsmozaura z 1991 nie tylko znacznie przeszacowano rozmiary zwierzęcia, ale także że błędne ulokowanie kręgów ogonowych, a przede wszystkim niezauważenie patologii jednej strony miednicy jest odpowiedzialne za prawie wszystkie unikalne cechy sejsmozaura. Po korekcie starej rekonstrukcji okazało się, że sejsmozaur nie może być wydzielany jako nowy rodzaj, ale należy go uznać za kolejny gatunek należący do rodzaju Diplodocus. Konkluzja ta została powszechnie zaakceptowana. Nie potwierdziła się także koncepcja sejsmozaurzych gastrolitów – okazały się one niestowarzyszonymi ze szkieletem otoczakami.
W kolejnej pracy badacze poszli jeszcze dalej i wykazali, że hakowaty wyrostek kości kulszowej „sejsmozaura” to w rzeczywistości przemieszczony łuk neuralny i m.in. bazując na tym uznali, że Diplodocus hallorum to młodszy synonim Diplodocus longus, toteż należałoby według nich zarzucić stosowanie nazwy sejsmozaur, zarówno jako nazwy rodzaju, jak i nieformalnej nazwy gatunku. Pogląd ten jest akceptowany w prasie naukowej, jednak termin sejsmozaur funkcjonuje jeszcze w kulturze potocznej.